# Västmanlands sjukhus Fagersta
Västmanlands sjukhus Fagersta i Fagersta (tidigare privatägt kallades Bergslagssjukhuset) är ett av fyra sjukhus inom Region Västmanland, de övriga är Västmanlands sjukhus Köping i Köping, Västmanlands sjukhus Sala i Sala och Västmanlands sjukhus Västerås i Västerås.
Sjukhuset är i första hand till för invånarna i norra delen av Västmanland. Det finns klinisk kemisk laboratorium samt blodgivarcentral.

## Historik
Region Västmanland tog över driften 2018.